# LY Водолея
LY Водолея (лат. LY Aquarii) — тройная звезда в созвездии Водолея на расстоянии приблизительно 4795 световых лет (около 1470 парсек) от Солнца. Видимая звёздная величина звезды — от +23,24m до +22,34m. Возраст звезды оценивается как около 5,61 млрд лет.
Объект околопланетной массы PSR J2051-0827 b открыт группой астрономов в 1996 году.

## Характеристики
Первый компонент — пульсар, вращающаяся нейтронная звезда спектрального класса PSR. Масса — около 1,77 солнечной.
Второй компонент (EQ J205107-082737) — коричневый карлик, отражающая переменная звезда (R). Масса — около 0,039 солнечной, радиус — около 0,139 солнечного. Эффективная температура — около 3000 К.
Третий компонент (PSR J2051-0827 b) — коричневый карлик. Масса — около 28,3 юпитерианской (0,0268 солнечной). Орбитальный период — около 0,09911 суток (2,3786 часа).